# Per Eklund
Per Eklund (1946. június 21. –) svéd autóversenyző, egyszeres rali-világbajnoki futamgyőztes.

## Pályafutása
1973-tól 1997-ig vett részt a rali-világbajnokság versenyein. Ez idő alatt nyolcvanhárom futamon indult, tizenhárom alkalommal állt dobogón, hetvenhárom szakaszon lett első, és az 1976-os svéd ralin megszerezte pályafutása egyetlen világbajnoki győzelmét. Karrierje során több gyár alkalmazásában állt, ezek: Saab, Nissan, Austin Rover, Subaru. Legelőkelőbb összetett világbajnoki helyezését az 1982-es szezonban érte el, amikor is az ötödik helyen zárta az évet.
Rali-világbajnokságtól való visszavonulása után az európai ralikrossz-bajnokságon vett részt. Több alkalommal végzett a bajnokság első három helyén, 1999-ben pedig megnyerte a sorozatot.

### Rali-világbajnoki győzelem
| #  | Dátum               | Rali      | Navigátor       | Autó       | Összefoglaló |
| -- | ------------------- | --------- | --------------- | ---------- | ------------ |
| 1. | 1976. február 20-22 | Svéd rali | Björn Cederberg | Saab 96 V4 | Összefoglaló |

## Külső hivatkozások
- Profilja a rallybase.nl honlapon
- Profilja a juwra.com honlapon